# Luca Volontè

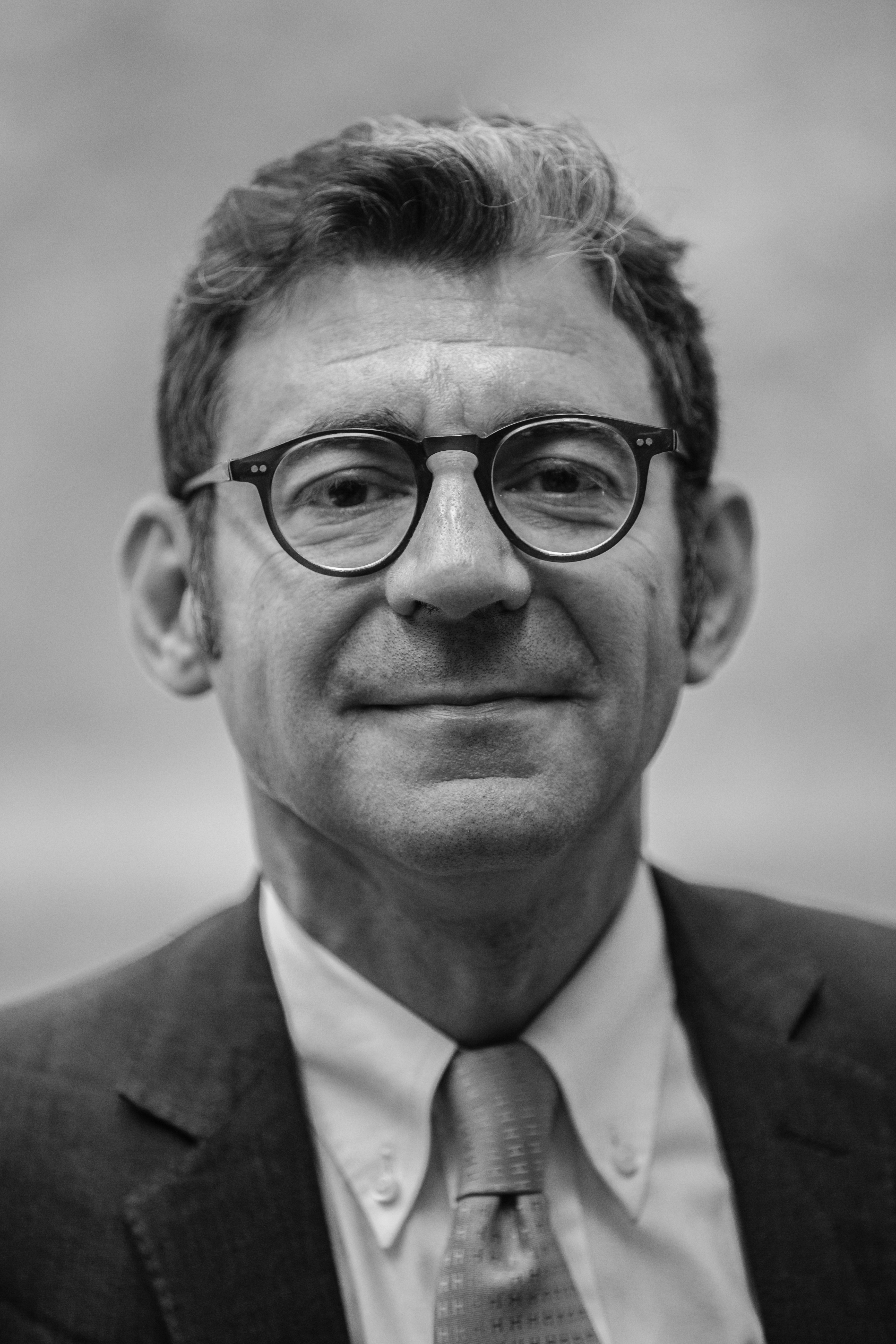
Luca Volontè (2013)

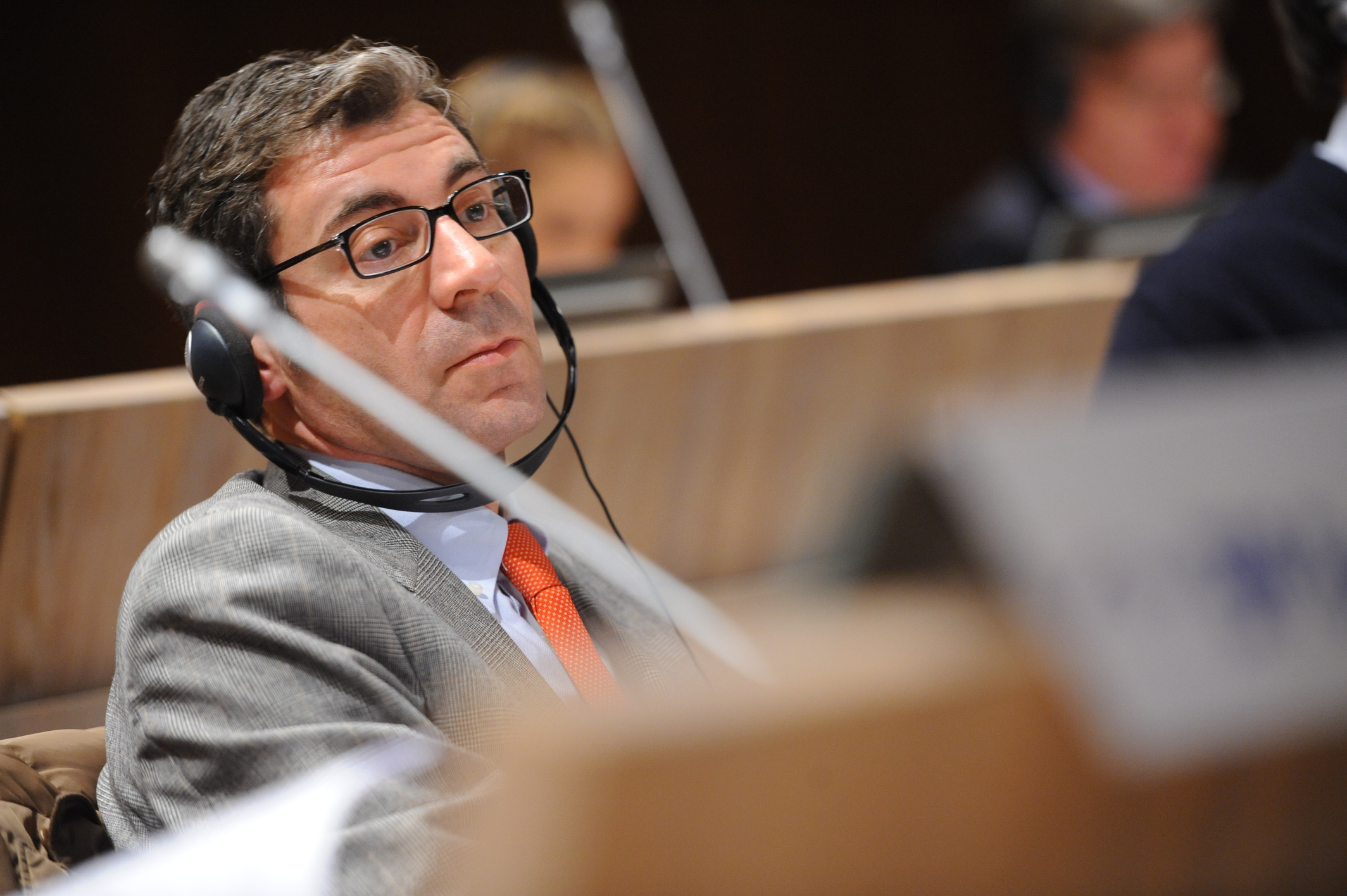
Luca Volontè (2011)

Luca Volontè (* 17. März 1966 in Saronno) ist ein italienischer Politiker. Er war bis 2013 Vorsitzender der EVP-Fraktion in der Parlamentarischen Versammlung des Europarates.
Luca Volontè studierte Politikwissenschaft. Seit 1994 ist er politisch tätig und wurde 1996 für die CDU in die italienische Abgeordnetenkammer gewählt. 2002 gehörte er zu den Gründungsmitgliedern der UDC. Er war Mitglied der Parlamentarischen Versammlung des Europarates vom 29. September 2008 bis 27. Juni 2013 und dabei vom 25. Januar 2010 bis Juni 2013 Vorsitzender der EVP-Fraktion.
Am 11. Januar 2020 wurde Volonté von einem Gericht in Mailand wegen Korruption (Aserbaidschan-Affäre) zu vier Jahren Freiheitsstrafe verurteilt, dann jedoch von einem Berufungsgericht freigesprochen.

## Korruption
Als ein Bericht über die dramatische Lage politischer Gefangener in Aserbaidschan, der unter Führung des deutschen SPD-Abgeordneten Christoph Strässer erarbeitet und der parlamentarischen Versammlung des Europarats vorgelegt wurde, im Januar 2013 mit deutlicher Mehrheit der Abgeordneten abgelehnt wurde, deutete einiges darauf hin, dass das Votum gegen den für Aserbaidschan peinlichen Bericht durch Abgeordnetenbestechung erkauft wurde.

Ermittlungen in Italien hatten ein Lobby-Netzwerk um den Abgeordneten Luca Volontè aufgedeckt. Über ihn soll Aserbaidschan Parlamentarier des Europarates gekauft haben. Die Ermittlungen wurden eingeleitet, weil einer Bank bei Mailand zwei verdächtige Überweisungen aufgefallen waren, bei denen Geldtransfers in jeweils sechsstelliger Höhe über Banken im Baltikum abgewickelt wurden, wobei Absender Briefkastenfirmen mit Sitz in Großbritannien und auf den Marshall-Inseln waren. Empfänger der Zahlungen war die Frau eines italienischen Parlamentariers. 

„Luca Volontè erhielt zwischen Ende 2012 und Ende 2014 insgesamt 2,39 Millionen Euro – das Geld kam nach Erkenntnissen der Ermittler aus dem autoritär regierten Aserbaidschan. Volontè muss sich im April wegen Geldwäsche vor Gericht verantworten. Die Staatsanwälte sahen darüber hinaus einen Zusammenhang zwischen den Zahlungen an Volontè und seiner Tätigkeit als Abgeordneter in der Parlamentarischen Versammlung des Europarates. Volontè hat zugegeben, die 2,39 Millionen Euro erhalten zu haben, bestreitet aber einen Zusammenhang mit seiner Tätigkeit im Europarat.“

 Der stellvertretende Leiter der deutschen Delegation beim Europarat, Frank Schwabe (SPD), befürchtet allerdings, dass der Umfang des Skandals weitaus größer ist. 

„Es gibt den Verdacht, dass die Korruption einen größeren Umfang hat und nicht nur Volontè beteiligt ist sowie: Die Parlamentarische Versammlung muss alles tun, um für Aufklärung zu sorgen.“

 Auch der am 6. Oktober 2017 zurückgetretene Präsident der Parlamentarischen Versammlung des Europarates, Pedro Agramunt Font de Mora, soll im E-Mail-Verkehr Volontès zur sogenannten „Kaviar-Diplomatie“ immer wieder genannt sein. Allerdings würden die Indizien nicht ausreichen, um eine Bestechung nachzuweisen und eine solche wird auch von Agramunt streng zurückgewiesen.
Es gibt den Verdacht, dass auf ein estnisches Konto der Firma Hilux Services zwischen Ende 2013 und Ende 2014 fast eine Milliarde Euro vom aserbaidschanischen Unternehmen Baktelecom eingingen.
Zur Aufklärung der Korruptions-Vorwürfe in der Parlamentarier-Versammlung des Europarats hat das Präsidium drei Experten benannt. Am 30. Mai 2017 wurden zwei frühere Richter am Europäischen Gerichtshof für Menschenrechte (EGMR), Nicolas Bratza und Elisabet Fura, sowie ein Untersuchungsrichter aus Frankreich, Jean-Louis Bruguiere, ernannt.
Volontè selbst musste sich im April 2017 wegen Geldwäsche vor einem italienischen Gericht verantworten.
Im Februar 2018 wurde das Verfahren von einem Gericht in Mailand (VII. Strafkammer) nach Artikel 129 und 530 ital. StPO nicht eröffnet.
Am 11. Januar 2020 verurteilte ein Gericht in Mailand Volontè wegen Korruption zu vier Jahren Gefängnis. Laut der Staatsanwaltschaft missbrauchte Volontè seine Funktion und erhielt Gelder von zwei aserbaidschanischen PACE-Mitgliedern Elkhan Suleymanov und Muslum Mammadov, um die Abstimmung über einen kritischen Bericht zu politischen Gefangenen in Aserbaidschan zum Vorteil der aserbaidschanischen Regierung zu beeinflussen. Suleymanov und Mammadov wurden vom Mailänder Gericht in Abwesenheit ebenfalls zu vier Jahren Haft verurteilt.
Im September 2021 wurde Volonté von einem Berufungsgericht vom Vorwurf der Geldwäsche freigesprochen und im Mai 2022 auch vom Vorwurf der Korruption. Zugleich wurde auch der Verlust der Fähigkeit, öffentliche Ämter zu bekleiden aufgehoben.